# Карл Шлехтер
Карл Шлехтер (на немски: Carl Schlechter) е водещ австрийски шахматист в началото на 20 век. Известен е с постигнатото от него реми в мач за световната титла с Емануел Ласкер. Наричан е „Царят на ремитата“. В негова чест се провежда непостоянен мемориален турнир във Виена. Съвместно с Джордж Марко е автор на книгата „Karlsbad 1907“.

## Ранен живот
Шлехтер е роден във Виена. От 1893 г. нататък участва в повече от 50 международни турнири.
Шлехтер също изиграва мачове срещу Зигберт Тараш през 1991 (реми) и Акиба Рубинщайн през 1918 (загуба).

## Мачът Ласкер-Шлехтер
През 1910 г. Шлехтер играе мач с Емануел Ласкер за световната титла във Виена и Берлин. Нуждае се само от реми в последната десета партия, за да спечели мача, но първо пропуска победа, а после твърдо реми, преди да загуби партията. Мачът завършва наравно 5–5 (+1–1=8) и Ласкер запазва титлата си.
Въпреки неуспеха, Шлехтер изтъква себе си като първия шахматист за 16 години, който сериозно застрашава световната титла на Ласкер.

## Турнирни резултати
- 1899 – Виена (2-3 м. с Броди)
- 1900 – Мюнхен (1-3 м. с Пилсбъри и Геза Мароци)
- 1901 – Монте Карло (2 м.)
- 1904 – Монте Карло (2 м.)
- 1906 – Остенде (1 м.)
- 1906 – Нюрнберг (3 м. с Форгач)
- 1907 – Остенде (2 м.)
- 1908 – Виена (1-3 м. с Олдржих Дурас и Мароци)
- 1908 – Прага (1-2 м. с Дурас)
- 1910 – Хамбург (1 м.)
- 1911 – Карлсбад (2-3 м. с Акиба Рубинщайн)